# Hystrichonychus pamirica
Hystrichonychus pamirica är en spindeldjursart som beskrevs av P. Mitrofanov och Strunkova 1969. Hystrichonychus pamirica ingår i släktet Hystrichonychus och familjen Tetranychidae. Inga underarter finns listade i Catalogue of Life.